# Чередник чотириостюковий
Чередни́к чотириостюко́вий, або чередни́к звича́йний (Rindera tetraspis) — багаторічна рослина родини шорстколистих, поширена у південно-східній Європі та Центральній Азії.

## Опис
Багаторічна трава 20–40 см заввишки. Рослина гола, запушення є тільки в суцвіття. Завитки спочатку більш-менш густі, при плоді подовжені, пухкі, складають волотисте суцвіття. Чашечка 5–7 мм, трохи подовжується в плодах; чашолистки ланцетні, ворсинки назовні. Віночок 13–15 мм довжиною, удвічі перевищує чашечку, брудно-фіолетовий. Прикореневі листки яйцеподібні або довгасто-еліптичні, з довгими черешками, зрідка бувають розсіяно ворсисті; стеблові листки довгасто-ланцетні, загострені, сидячі, верхні — напівохоплюють стебло. Горішки яйцеподібно-кулясті, 1,5 см завширшки.

## Поширення
Європа: Молдова, Україна, пд.-зх. Росія; Азія: Сіньцзян (Китай), Казахстан, Киргизстан, Росія, Таджикистан, Туркменістан, Узбекистан.
В Україні зростає у степах, на степових кам'янистих схилах — у південній частині Степу зрідка; в Криму — поблизу Керчі (Такіль-Бурун). Входить у списки регіонально рідкісних рослин Дніпропетровської й Запорізької областей.